# サミュエル・ロバーツ (数学者)
サミュエル・ロバーツ（英: Samuel Roberts、1827年12月15日 – 1913年9月18日
、FRS）は、イギリスの数学者。
ホーンキャッスルのクイーンエリザベスグラマースクールで学んだ。1845年ロンドン大学へ入学し、1847年に数学の学士号を獲得した。1849年に数学と物理学の修士号を最優秀の成績で獲得した。 次に法学を学び1853年に弁護士（solicitor）となった。数年間の実務を経験した後に、法学の経歴をすべて捨てて数学に傾倒したが、学術的な地位に就くことはなかった。1848年、最初の論文を執筆した。1865年ごろより、ロンドン数学会創立のための重要な役割を果たした。1866年から1892年までロンドン数学会の法律顧問を務め、1872年から1880年までは組織の資金財務管理者、1880年から1882年までは代表として関わった。1896年、ド・モルガン・メダルを授与され、1878年王立協会フェローに選出された。
ロバーツは幾何学、内挿理論、ディオファントス方程式などいくつかの数学分野で論文を執筆した。例えば、平面幾何学において、ウォレスの示した定理の空間への拡張を示した。
ロバーツとパフヌティ・チェビシェフは4節リンク機構に関するロバーツ–チェビシェフの定理を証明した。ロバーツの三角形定理は、ロバーツが1889年に（曖昧な証明を以って）発表した、n本の直線が成す三角形の個数の最小化問題である。